# Idilla caelebs
Idilla caelebs är en loppart som beskrevs av Smit 1957. Idilla caelebs ingår i släktet Idilla och familjen mullvadsloppor. Inga underarter finns listade i Catalogue of Life.